# 卡尔登
卡尔登是德国黑森州的一个市镇。总面积54.84平方公里，总人口7340人，其中男性3666人，女性3674人（2011年12月31日），人口密度134人/平方公里。